# Theta Andromedae
Theta Andromedae este o stea din constelația Andromeda.